# Камелина, Ольга Петровна
О́льга Петро́вна Каме́лина (род. 6 декабря 1936) — российский ботаник, доктор биологических наук, специалист по эмбриологии растений.

## Биография
В 1977 году защитила кандидатскую диссертацию «Сравнительно-эмбриологическое исследование представителей семейства Dipsacaceae и семейства Morinaceae», в 1991 году — докторскую диссертацию в форме научного доклада «Сравнительно-эмбриологический анализ как метод филогенетической систематики цветковых растений». Работала ведущим научным сотрудником БИН РАН.
С 1961 года — жена ботаника Рудольфа Владимировича Камелина (1938—2016). Двое детей. Один из них Евгений Рудольфович Камелин (1962—2007) — герпетолог и поэт. Также дочь Алёна.

## Награды
Награждена медалью «Ветеран труда» (1987), медалью С. Г. Навашина (1990).
Лауреат премии имени В. Л. Комарова (2014: За монографии: «Систематическая эмбриология цветковых растений. Двудольные», «Систематическая эмбриология цветковых растений. Однодольные»), Государственной премии Российской Федерации (1993) и премии Правительства РФ в области науки и техники (2001).